# Tuffi
Tuffi (* 1946 in Indien; † 1989 in Paris) war eine asiatische Elefantenkuh des Zirkus Franz Althoff, die am 21. Juli 1950 im Alter von vier Jahren in Wuppertal aus einem fahrenden Zug der Wuppertaler Schwebebahn in die Wupper sprang.

## Geschichte
Der deutsche Zirkus Althoff kaufte Tuffi 1949. Als einziger Elefant des Zirkus zeigte Tuffi keine Furcht vor fremden Menschen und Städten, sodass Franz Althoff sie als Werbe-Attraktion für seinen Zirkus einsetzte. Unter anderem nahm sie an Straßenbahnfahrten in verschiedenen Städten teil, trank aus einem Weihwasserbrunnen in Altötting, transportierte Bierkästen zu einem Baugerüst in Solingen und machte eine Hafenrundfahrt in Duisburg. Bei einem Besuch im zweiten Stock des Rathauses von Oberhausen verspeiste sie unter anderem einen Blumenstrauß und urinierte im Beisein des damaligen Oberbürgermeisters Otto Aschmann auf einen Perserteppich. Zirkusdirektor Althoff beglich jedoch wie immer alle Schäden, die Tuffi arglos verursacht hatte.

### Tuffis Wuppersprung
1950 gastierte der Zirkus Althoff in Wuppertal. Erst nach einigen Schwierigkeiten mit den Behörden durfte Althoff mit einer Fahrt in der Schwebebahn für sein Wuppertaler Gastspiel werben. Die junge Elefantenkuh bestieg am 21. Juli 1950 um 10:30 Uhr den Schwebebahnwagen Nummer 13 in der Station Alter Markt in Wuppertal-Barmen für eine Fahrt in Richtung Wuppertal-Elberfeld, für die zuvor fünf Fahrkarten zweiter Klasse gelöst worden waren, vier für das Zirkustier und eine für den Begleiter Franz Althoff. Der Wagen war überfüllt und als Tuffi sich umdrehen wollte, es aber nicht konnte, kletterte sie auf einen Sitz, der unter ihrer Last zusammenbrach. Es wurde noch mehr gedrängt und geschubst. Dann durchbrach Tuffi mit einem Anlauf die Seitenwand auf der türlosen linken Seite des Wagens und fiel um 10:38 Uhr in die Wupper. Der spätere Berliner Zoodirektor Heinz-Georg Klös, der damals als freier Mitarbeiter des General-Anzeigers mitfuhr, schrieb 1997 in seinen Erinnerungen, dass das betreffende Schwebebahnabteil mit Journalisten überfüllt war. Es brach jedoch Panik aus, nachdem der Elefant auf das Quietschen der Bahn in einer Kurve erregt mit Trompeten, Ohrklappen und einer Wendung in Richtung Geräuschquelle reagiert hatte. Der Unfall fand überregional Beachtung:

„Ein junger Elefant wurde bei einer Reklamefahrt mit der Schwebebahn in Wuppertal am Freitag vormittag plötzlich unruhig, raste durch den vollbesetzten Wagen, zertrümmerte die Seitenwand und sprang in die fünf Meter unterhalb fließende Wupper. In dem Wagen entstand eine Panik, mehrere Fahrgäste erlitten leichtere Verletzungen durch Glassplitter. Der Elefant konnte aus dem seichten Wasser der Wupper anscheinend unverletzt geborgen werden. Die Reklamefahrt war von einem gegenwärtig in Wuppertal gastierenden Zirkus veranstaltet worden. Bei Gastspielen in anderen Städten hatte der Zirkus ähnliche Fahrten in Straßenbahnen durchgeführt, die jedoch immer ohne Zwischenfälle verliefen.“

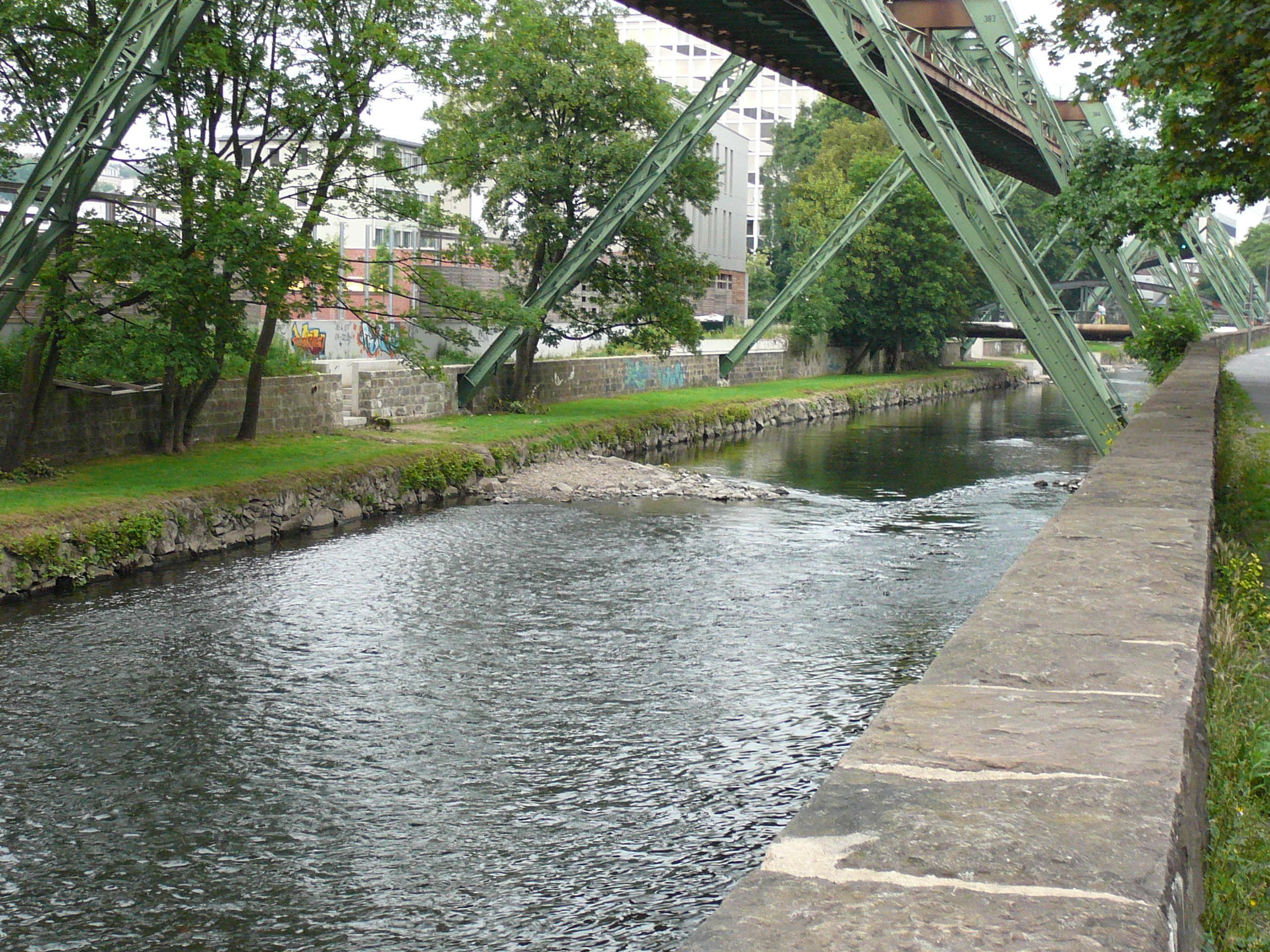
Die Wupper zwischen den Stationen Alter Markt und Adlerbrücke

Der damals zwölfjährige Harry, Sohn des Zirkusdirektors Franz Althoff, bestätigte in der Fernsehsendung Unsere Besten – Die Lieblingsorte der Deutschen (ZDF) im September 2006, dass Tuffi im zweiten Versuch – in Höhe der damaligen „Elefantenapotheke“, kurz vor der Station Adlerbrücke – etwa zehn Meter hinunter in die Wupper sprang, die an dieser Stelle keine 50 Zentimeter tief ist. Tuffi erlitt nur ein paar Schrammen am Hinterteil und blieb ansonsten unverletzt, weil sie an einer schlammigen Stelle aufgeschlagen war. Sie habe einfach Glück bei der Art der Landung gehabt, meinte Harry Althoff. Franz Althoff wollte zunächst hinterherspringen, wurde aber von seinem Sohn zurückgehalten, der bereits bemerkt hatte, dass Tuffi offenbar eine glimpfliche Landung vollbracht hatte. Die Althoffs mussten ihre Fahrt bis zur nächsten Haltestelle Adlerbrücke fortsetzen und konnten erst dann den Elefanten zum nahegelegenen Zirkusplatz führen.
Im Wagen gab es einige Verletzte. Althoff und der verantwortliche Leiter der Verkehrsabteilung der Wuppertaler Stadtwerke, der die Fahrt genehmigt hatte, wurden in einem Gerichtsverfahren wegen „fahrlässiger Transportgefährdung und fahrlässiger Körperverletzung“ zu Geldstrafen von 450 DM (entspricht heute etwa 1.500 EUR) verurteilt.
Obwohl der Wagen mit Journalisten besetzt und der Elefantentransport ein Medienereignis war, hatte in der allgemeinen Panik niemand den entscheidenden Moment fotografiert. Das bekannte Postkartenmotiv mit dem fallenden Elefanten ist eine Fotomontage.
1968 löste sich der Zirkus Althoff auf. Tuffi wechselte mit einer Gruppe von Tieren zum Cirque Alexis Gruss, in dessen Pariser Winterquartier sie 1989 verstarb.

### Tuffi in der Erinnerung

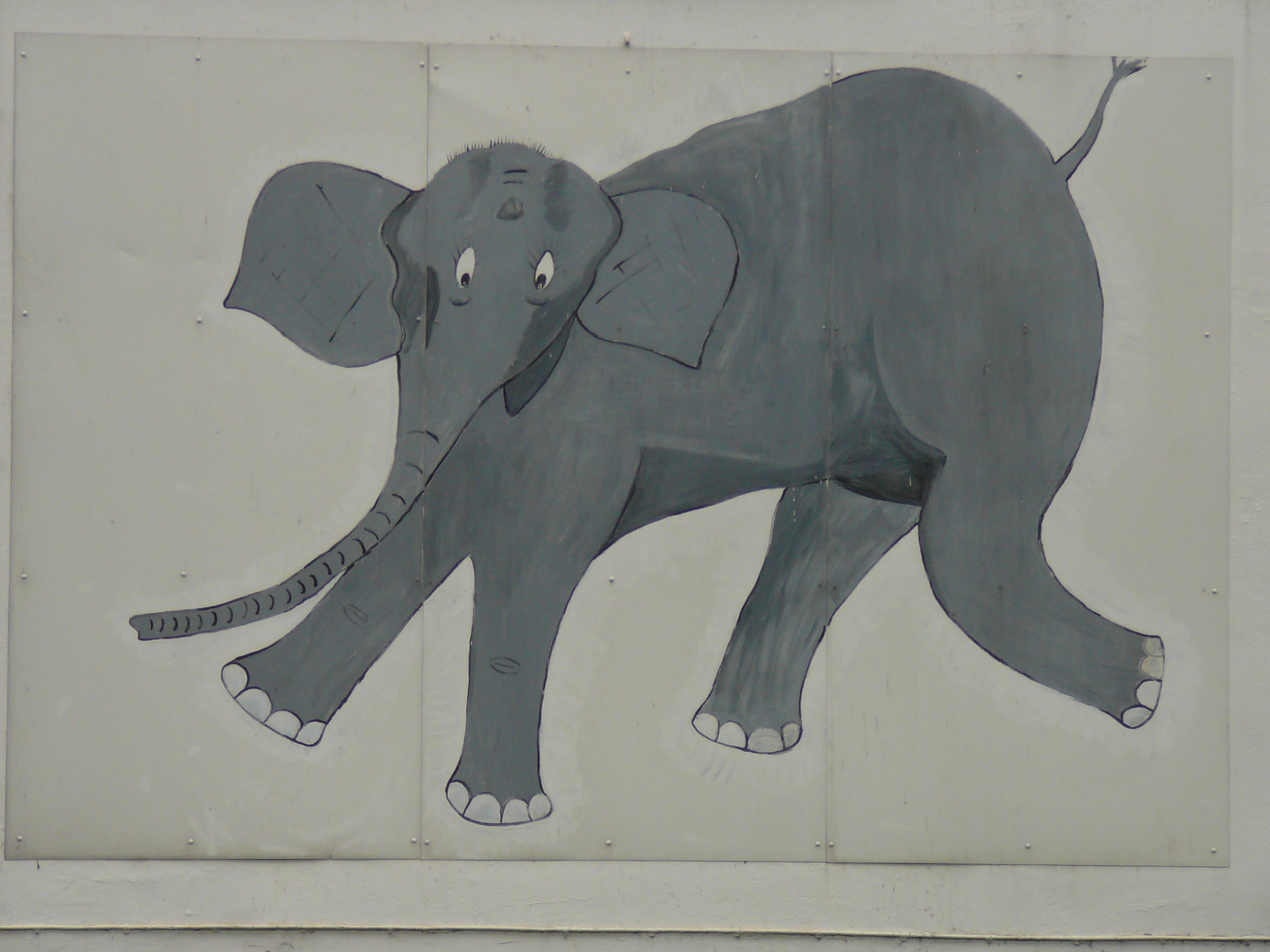
Der Sprung von Tuffi auf einer Hallenwand an der Wupper
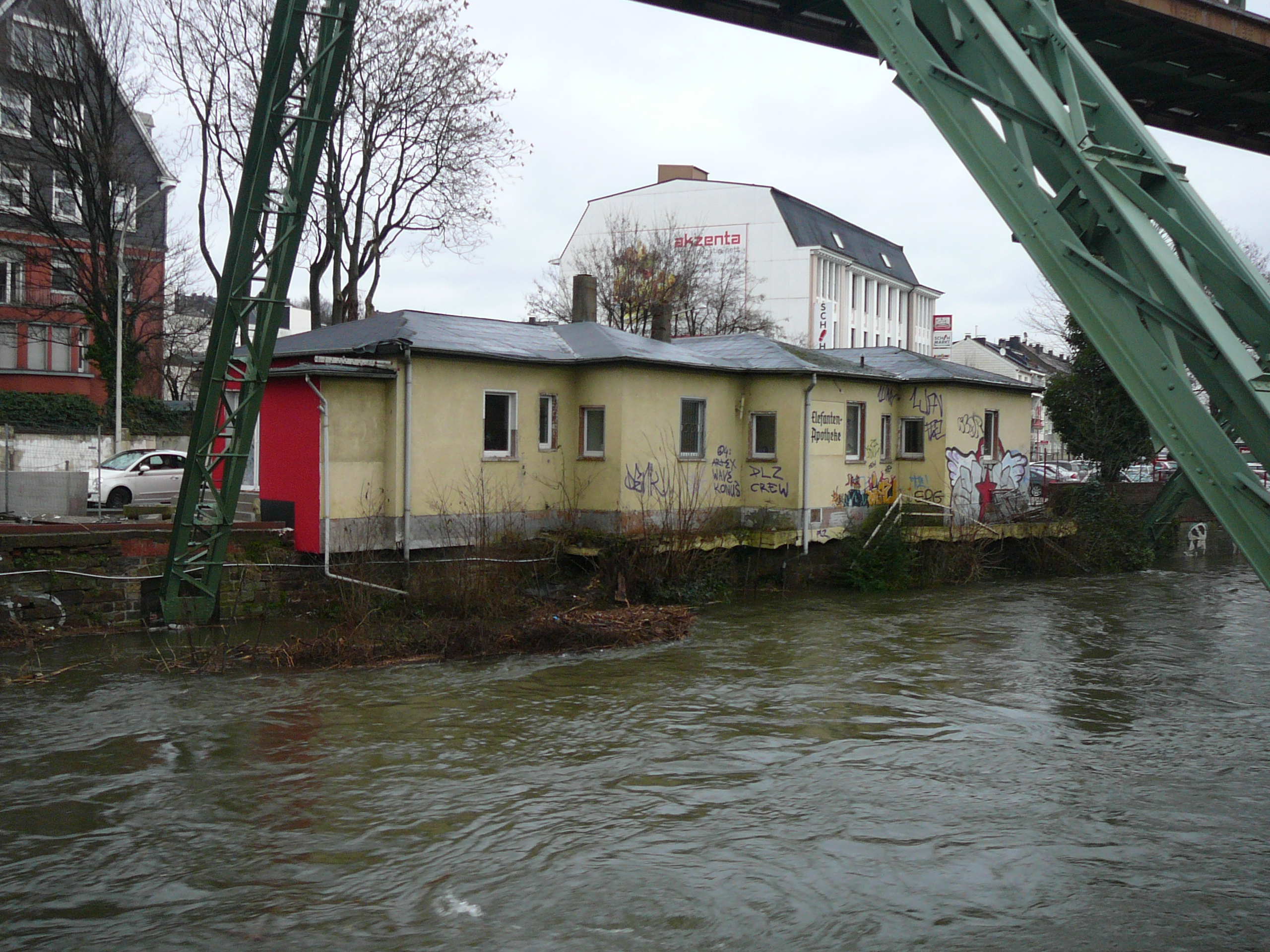
Ehemalige Elefanten-Apotheke an der Haltestelle Adlerbrücke
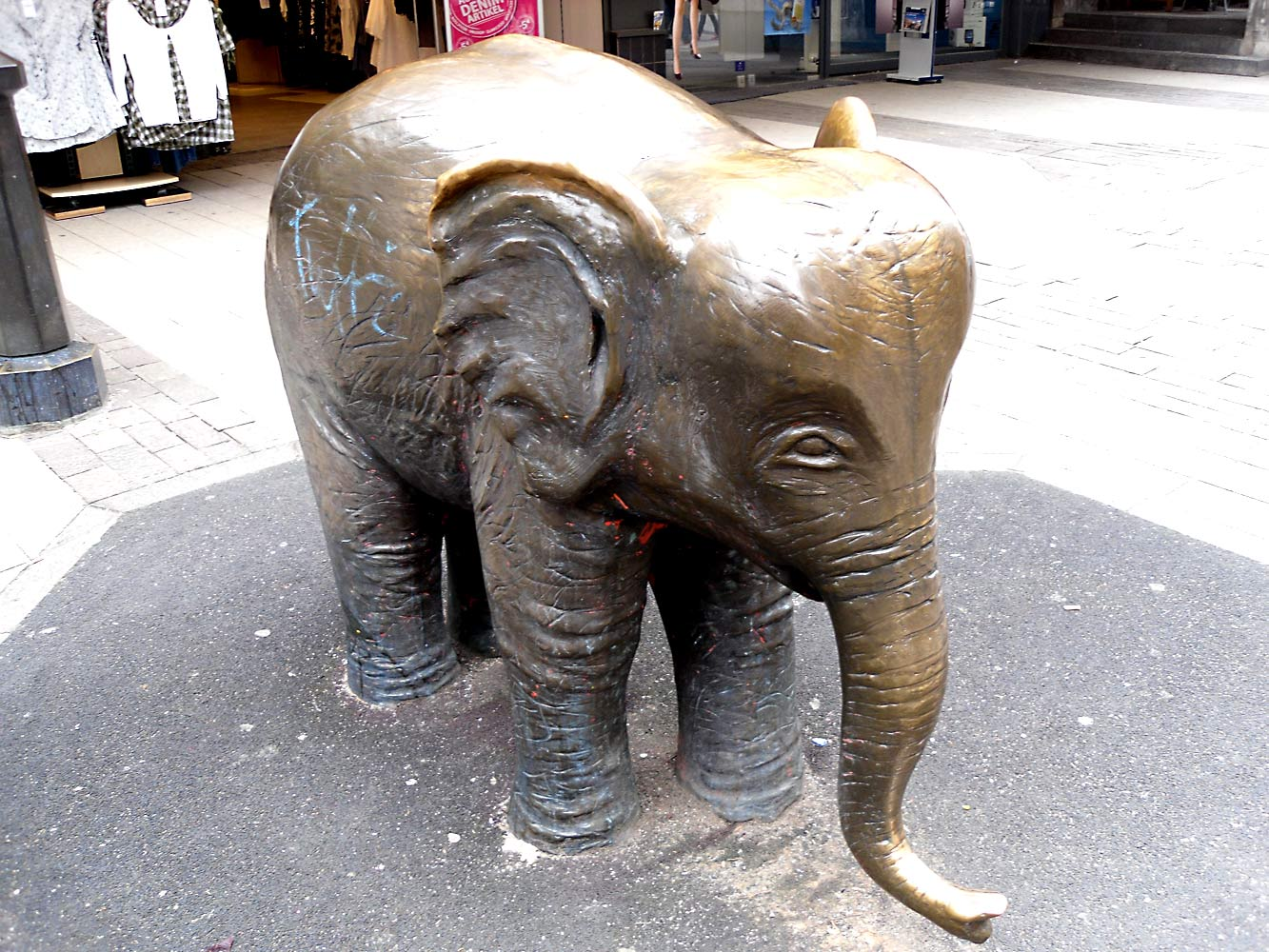
Bronzestatue in Barmen mit dem Spitznamen Tuffi
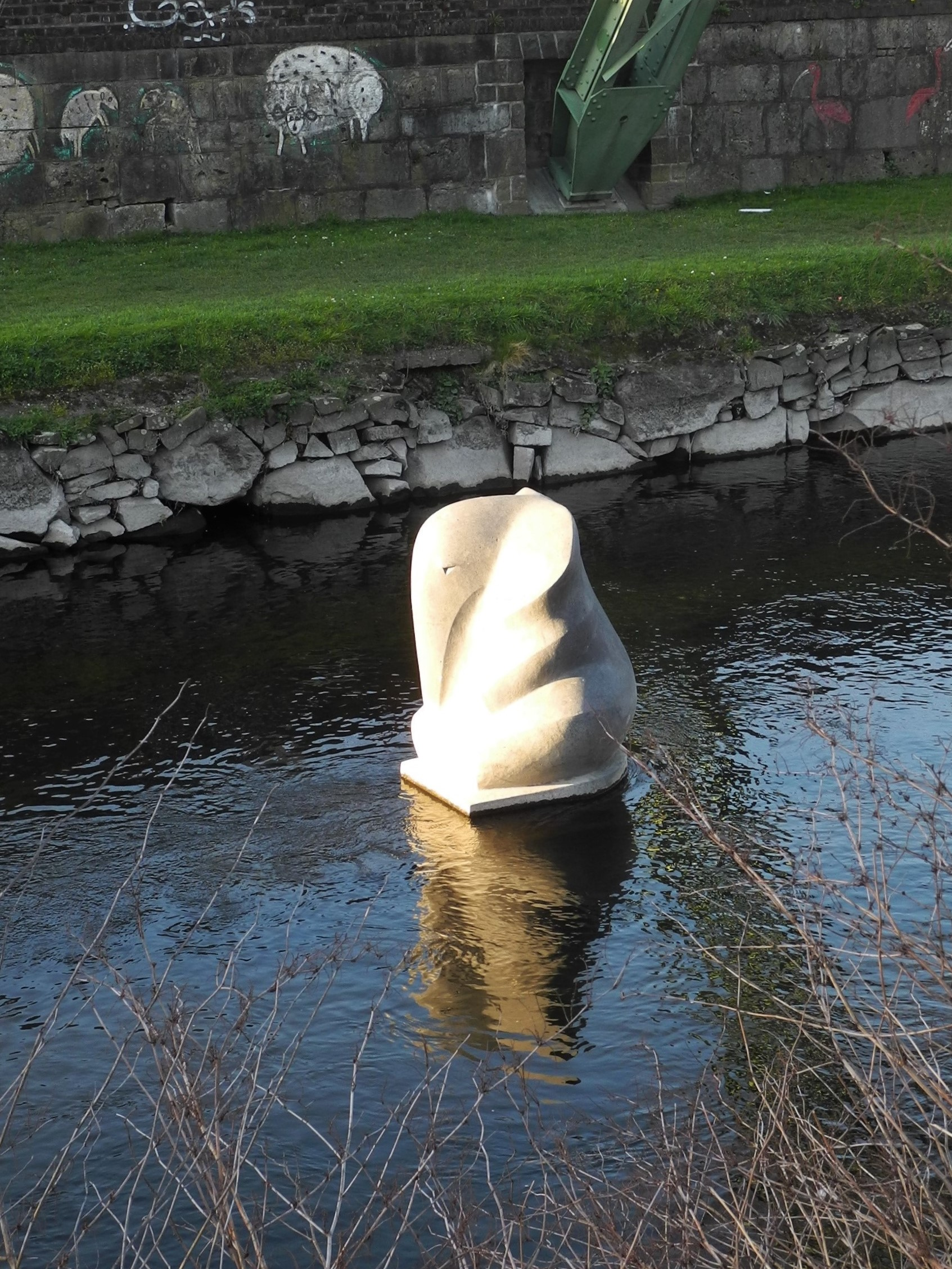
Tuffi-Störstein

Die Unglücksstelle zwischen den Stationen Alter Markt und Adlerbrücke in Wuppertal ist bis heute durch einen von Erika Nagel gemalten Elefanten auf einer Hallenwand markiert. In der Nähe der Absturzstelle befand sich damals zufällig eine Apotheke mit dem Namen „Elefanten-Apotheke“.
Die ehemaligen Milchwerke Köln-Wuppertal vertrieben ab Ende der 1950er-Jahre ihre Milchprodukte in Anlehnung an die Elefantenkuh unter dem Markennamen Tuffi. Die Tuffi-Milchprodukte wurden später von Campina vertrieben. Die Wuppertaler Touristeninformation bot ein Sortiment an Souvenirs mit Tuffi-Motiven an.
Die Wuppertaler Stadtwerke wählten Tuffi als Maskottchen für den Schwebebahn-Express, den Schwebebahn-Schienenersatzverkehr. Im März 2016 erhielt ein im Wuppertaler Zoo geborenes weibliches, afrikanisches Elefantenkalb den Namen Tuffi.
In der Nähe zum Rathaus Barmen steht seit 1992 in der Fußgängerzone Werth die Bronzestatue eines Elefanten mit dem Spitznamen Tuffi (Lage), die Teil der von Reinhold Baron entworfenen und von der Metallwerkstatt Karl Heinz Frotz handwerklich umgesetzten Tiergruppe Spieltiere auf dem Werth ist.
Seit 2015 (zuletzt 2019/2020) installierte die ISG Barmen-Werth, ein Zusammenschluss der Hauseigentümer auf dem Werth, hier jährlich eine vier mal sechs Meter große, festlich beleuchtete Lichtskulptur des Zirkuselefanten mit dem Titel Winter-Tuffi als Teil der Initiative Barmer Illuminationen, die zur Winterzeit die Barmer Innenstadt schmückt.
Im September 2020 wurde zum 70. Jahrestag des „Wuppersprungs“ an der Stelle des Vorfalls ein 1,80 Meter großer Störstein in Elefantenform in die Wupper gehoben. Der Langenberger Bildhauer Bernd Bergkemper erschuf die 3,5 Tonnen schwere abstrahierte Tierskulptur aus Lavabasalt, die von der Jackstädt-Stiftung gespendet wurde. Der Verein „neue ufer“ hatte die Aktion initiiert. Störsteine in der Wupper fördern die Eigendynamik des Flusses, tragen zur Sauerstoffanreicherung bei und dienen als Totholzfänger. Die während des Hochwassers in West- und Mitteleuropa im Juli 2021 angeschwollene Wupper spülte die Skulptur von ihrem Platz. Später fand sich der Störstein unterhalb der Schwebebahnstation Adlerbrücke.
Seit Dezember 2022 besteht in Oberhausen ein Kunstwerk mit einer Bronzeplastik des Künstlers Jörg Mazur, die an den Elefanten Tuffi erinnern soll. Die Plastik ist über einer Straße hängend an Stahlbögen befestigt, die ehemals in der Oberhausener Gutehoffnungshütte für die Wuppertaler Schwebebahn produziert worden waren.

## Film
- Der Fall des Elefanten. Die rätselhafte Geschichte des Elefanten Tuffi. Dokumentarfilm, BR Deutschland, 1986, 43:40 Min., Buch und Regie: Volker Anding, Produktion: Lichtblick, ZDF, Reihe: Das kleine Fernsehspiel, Inhaltsangabe von moviepilot.
Der Film erhielt den Adolf-Grimme-Preis 1987 in Bronze für die Regie.